# Netelia millieratae
Netelia millieratae är en stekelart som först beskrevs av Joseph Kriechbaumer 1897.  Netelia millieratae ingår i släktet Netelia och familjen brokparasitsteklar. Inga underarter finns listade i Catalogue of Life.